# Oligonychus platani
Oligonychus platani är en spindeldjursart som först beskrevs av McGregor 1950.  Oligonychus platani ingår i släktet Oligonychus och familjen Tetranychidae. Inga underarter finns listade i Catalogue of Life.